# Geneta tacada
La geneta tacada (Genetta tigrina) és un mamífer carnívor, relacionat amb el linsang africà i les civetes.

## Descripció
Amb una aparença similar a la geneta comuna, la geneta tacada té un pelatge gris groguenc amb taques negres i una cua amb la punta fosca i diversos anells negres. Els individus de les àrees més seques de Sud-àfrica tendeixen a tenir pelatges de colors més clars i amb menys taques, mentre que a les zones més humides succeeix el contrari. Es coneixen casos d'individus melànics.
El seu cos té una longitud que varia de 49 a 60 centímetres, amb una longitud de la cua de 42 a 54 centímetres. Tenen un pes al voltant de 1.820 grams.

## Distribució i hàbitat
Es troba a l'Àfrica des del Senegal fins a Somàlia, i al sud de Namíbia i Sud-àfrica, encara que està absent a les zones àrides del sud-oest del continent.
La geneta tacada es troba en una varietat més àmplia d'hàbitats que d'altres genetes. En les parts més seques de la seva àrea de distribució, s'associa quasi exclusivament amb hàbitats fluvials. L'espessor és un element essencial del seu hàbitat, i encara que se la pot veure caçant en pastures, són molt més comunes als boscos. Sovint se les troba en zones agrícoles, on les poblacions de múrids són grans.

## Comportament
Com altres genetes és un animal nocturn, que abandona els seus llocs de descans diürn una o dues hores després de la posta de sol, i estan actius fins a les 2 de la matinada. A causa del seu caràcter solitari, els únics grups socials que es poden veure són parelles festejant i mares amb les seves cries. Aquests animals arborícoles, són escaladors àgils i sovint resten durant el dia en grups d'alt fullatge de les copes dels arbres. També descansen als sostres de les cases, a dependències agrícoles entre bales de fenc, a buits d'arbres i troncs, entre les arrels dels arbres, a esquerdes a les roques, i a caus abandonats de porc formiguer o rata llebre sud-africana.
La seva agilitat li permet saltar a terra des d'una alçada de diversos metres o a grans distàncies d'un arbre a un altre. Cacen aguaitant en silenci i abalançant-se ràpidament sobre la presa, a les quals maten mossegant-les repetidament mentre la subjecten amb les urpes de les potes davanteres. Sovint cacen als arbres.
Com tots el vivèrrids, té unes glàndules perineals que utilitzen per marcar el seu territori.

## Dieta
La geneta tacada s'alimenta d'una àmplia varietat de preses, entre les quals es troben rosegadors, ocells, petit rèptils i invertebrats. També s'alimenten de fruits.
En un estudi del contingut estomacal trobaren que més de la meitat estava formada per invertebrats, entre els quals els tres més comuns eren coleòpters, ortòpters i isòpters respectivament. També trobaren crancs de riu i musclos d'aigua dolça, encara que amb poca freqüència. Els mamífers que consumeixen més comunament són els múrids.

## Reproducció
Hi ha molt poca informació de la reproducció de la geneta tacada. Els escassos registres de naixements impliquen que la cria es porta a terme durant gran part de l'any. Hi ha registres de femelles gràvides a Transvaal al novembre, de nadons al Parc Nacional Kruger al febrer, d'una femella alletant a l'est de Transvaal al setembre, i d'una ventrada jove al nord de Namíbia a l'octubre. S'han registrat femelles gràvides i lactants al sud d'Àfrica de l'agost al febrer.
Les femelles donen a llum entre una i cinc cries per ventrada, en nius als sostres de les cases, sota piles de pedres, i en forats als arbres. Les cries no acompanyen a la mare en la cerca d'aliment, i romanen al niu fins que estan preparades per moure's pel seu compte.

## Subespècies
- Genetta tigrina methi (Roberts, 1948)
- Genetta tigrina tigrina (Schreber, 1776)

## Comunicació
Les vocalitzacions de genetes tacades s'assemblen a les dels gats. Ronquen, miolen, xiulen i escupen. Altres formes de comunicació són les olors d'almesc alliberades per les secrecions de les glàndules anals.

## Animal de companyia
La geneta tacada és una de les espècies de geneta que es manté com a animal casolà exòtic arreu del món, però sobretot als Estats Units.